# 芭芭拉·贝恩
芭芭拉·贝恩（英語：Barbara Bain，1931年9月13日—），本名：米爾德里德·福格爾（Mildred Fogel），女，美国演员。曾获得黄金时段艾美奖戏剧类电视系列剧最佳女主角。